# Zwarte zeggegalmug
De zwarte zeggegalmug (Planetella gallarum) is een muggensoort uit de familie van de galmuggen (Cecidomyiidae). De wetenschappelijke naam van de soort is voor het eerst geldig gepubliceerd in 1899 door Rübsaamen.